# مريم أحمد القبيسي
مريم أحمد سالم القبيسي (1956 - 17 ديسمبر  2012) أعلامية وممثلة إماراتية.

## حياتها
كانت بدايتها في الإعلام عام 1969 حين التحقت بالعمل في تلفزيون أبوظبي وعملت مذيعة وتقدم البرامج على شاشة تلفزيون أبوظبي وفي عام 1978 خاضت أول تجربة لها في التمثيل على شاشة التلفزيون كان أول أعمالها مسلسل أشحفان كان من أشهر أعمالها حيث لعبت دور أبنة اشحفان إلى جانب الفنان الراحل سلطان الشاعر. وقدمت عدة  من المسلسلات منها مسلسل حادث الكورنيش ومسلسل إشحفان وغيرها، كانت من أوائل النساء الإماراتيات اللواتي عملن في المجال الإعلامي والفني وهي من الرعيل الأول اعتزلت الفن مبكراً.

## حياتها الخاصة ووفاتها
كانت مريم القبيسي أماً لأبن وثلاثة بنات. توفيت في بتاريخ  17 ديسمبر 2012 في بريطانيا بعد معاناة طويلة مع مرض السرطان ودفنت في أبوظبي.